# Jacinta Balbela
Jacinta Balbela (castellà: Jacinta Balbela de Delgue)  (Belén (Uruguai), 29 de setembre de 1919 - Montevideo, 26 d'octubre de 2007) va ser una magistrada uruguaiana, ministra del Tribunal Suprem de Justícia de l'Uruguai entre 1985 i 1989.

## Biografia
Llicenciada en dret el 1945, va ingressar al Poder Judicial el 1952 com a jutgessa de Pau del departament de Salto. El 1960 va ascendir a Jutgessa Lletrada en el mateix departament. El 1967 va passar a ser Jutgessa Lletrada a la ciutat de Las Piedras (departament de Canelones), i un any després va passar a ser Jutgessa en matèria penal a Montevideo.
El 1973 va ascendir al càrrec de ministra del Tribunal d'Apel·lacions en el Penal de 1r Torn, on va romandre durant dotze anys, passant a ser la ministra dels Tribunals d'Apel·lacions més antiga després d'Armando Tommasino, integrant del mateix tribunal.
Després de la restauració de la democràcia, el 15 de maig de 1985 va ser nomenada per l'Assemblea General com a ministra del Tribunal Suprem de Justícia, l'òrgan màxim del Poder Judicial uruguaià. Va ser la segona dona a ocupar un càrrec a dit cos, i la primera a fer-ho durant un període de govern democràtic. Va ocupar la Presidència de la Cort durant l'any 1987.
Durant el seu període en el càrrec li va correspondre fallar sobre un dels temes més discutits de la història recent de l'Uruguai, la Llei de Caducitat, oposant-se a la seva constitucionalitat.
Va cessar en el seu càrrec com a ministra de la Suprema Cort de Justícia el setembre de 1989, al complir els 70 anys, edat màxima establerta per la Constitució del país per a l'exercici de càrrecs judicials. Posteriorment, en la primera meitat de la dècada del 1990, es va exercir com codirectora de l'Institut Llatinoamericà de Prevenció del Delicte de les Nacions Unides (ILANUD), junt amb el destacat penalista argentí Eugenio Raúl Zaffaroni.
Va escriure nombrosos articles sobre temes jurídics, fonamentalment pel que fa a temes de dret penal, drets humans i dret de família.
Va morir el 2007. Les seves restes reposen al Cementiri del Nord de Montevideo.

## Publicacions
- Código de la Infancia y la Adolescencia, comentado y anotado (amb Ricardo Pérez Manrique)